# Praliné
Pour les articles homonymes, voir Praline.
 (juin 2024).
Si vous disposez d'ouvrages ou d'articles de référence ou si vous connaissez des sites web de qualité traitant du thème abordé ici, merci de compléter l'article en donnant les références utiles à sa vérifiabilité et en les liant à la section « Notes et références ».

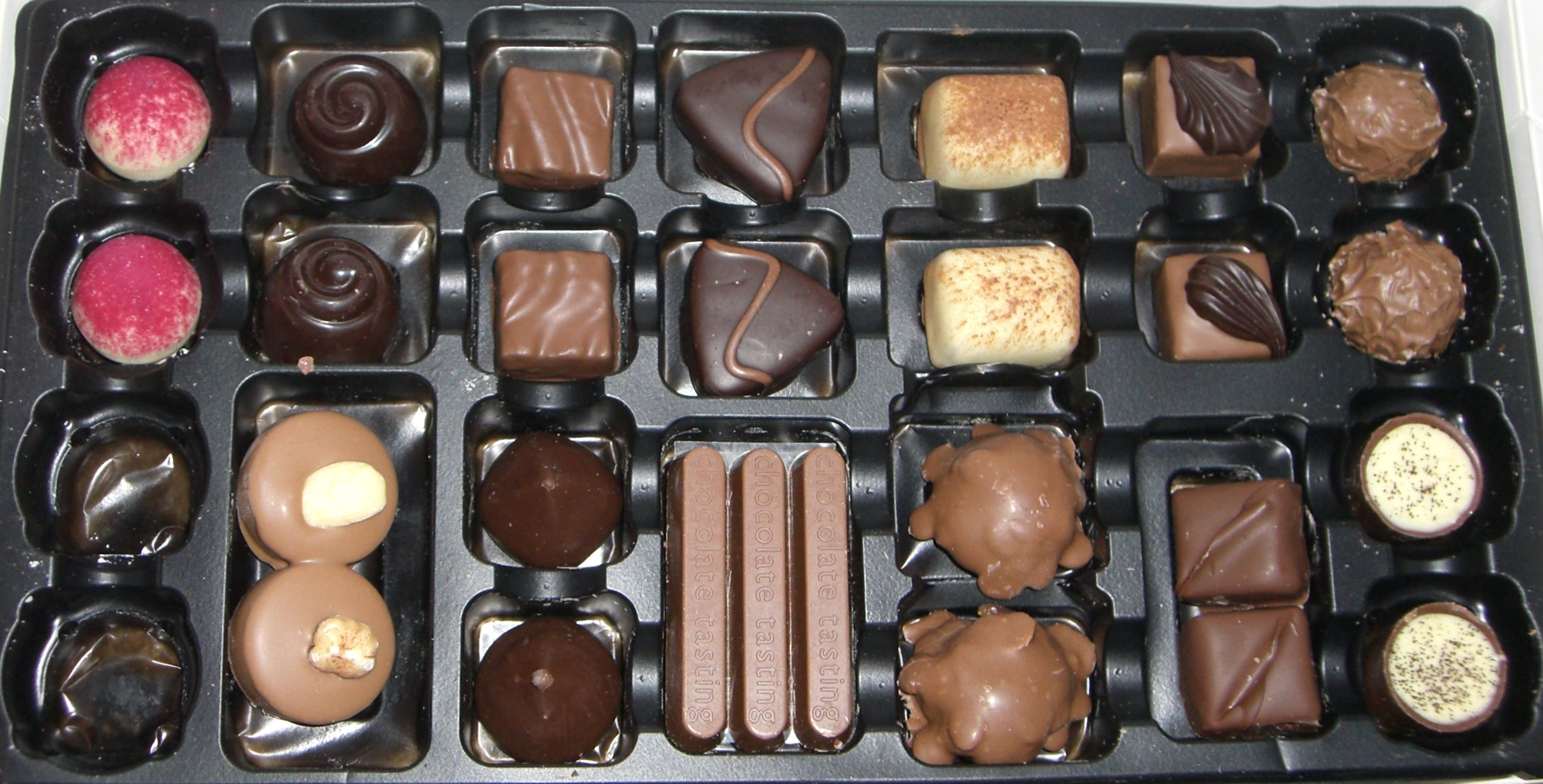
Boîte de chocolats pralinés.

Le praliné est une pâte composée de pralin (amandes ou de noisettes caramélisées et concassées) qui est moulu à grande vitesse jusqu'à libérer l'huile des amandes ou des noisettes, et devenir crémeux. On y ajoute parfois de la vanille et du beurre de cacao. Cette préparation prend également le nom de « pâte de praliné » ou « pâte pralinée ».
C'est un ingrédient largement utilisé en confiserie et en pâtisserie pour la réalisation de chocolat, de garniture et de crèmes diverses. Si, traditionnellement, amandes et noisettes sont les ingrédients de base du praliné, on retrouve des versions plus modernes avec pistaches, cacahuètes, noix de macadamia, etc.

## Historique

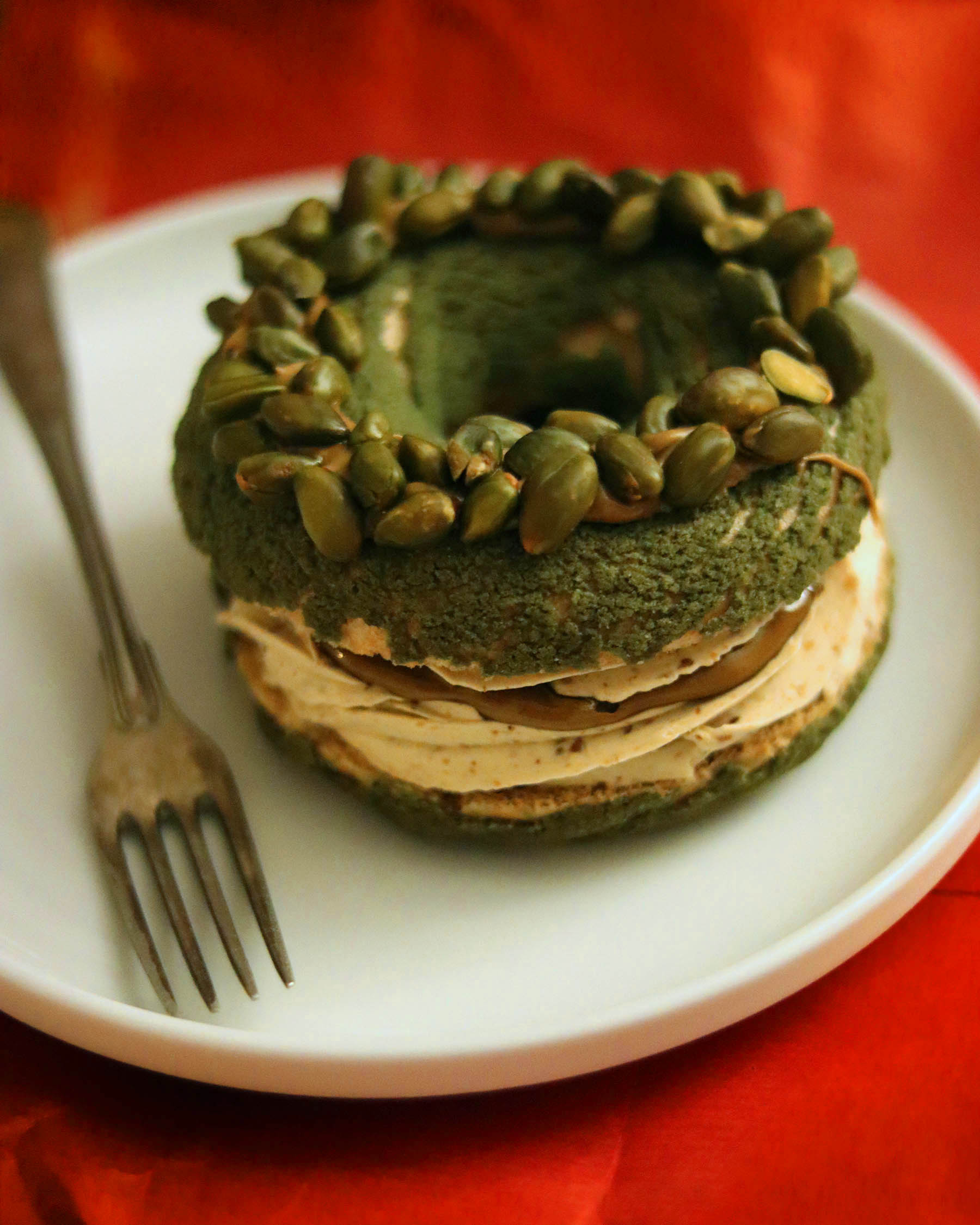
Paris-sicile, version revisitée du paris-brest avec du praliné à la pistache (boulangerie Marcel, Lyon).

Le mot « prasline » apparaît en 1662 et devient « praliné » en 1680.
Il proviendrait du nom de César de Choiseul du Plessis-Praslin, ambassadeur de Louis XIII, qui aurait demandé à son cuisinier Clément Lassagne d'inventer une gourmandise. En voyant un de ses commis racler un reste de sucre fondu, Lassagne eut l'idée de la prasline. Le maréchal de Choiseul se retira à Montargis où il fonda la Maison de la praline.

## Utilisations
- Le praliné est l'ingrédient principal de la crème mousseline qui vient garnir le paris-brest.
- Le manon est une grosse praline fourrée de crème fraîche ou au beurre et d'un cerneau de noix. L'enrobage est composé de chocolat blanc ou de sucre fondant.